# Kamień przysięgi
Kamień przysięgi (tytuł oryginalny: Guri i besës) – albański film fabularny z roku 1986 w reżyserii Marka Topallaja.

## Opis fabuły
Akcja filmu rozgrywa się w międzywojennej Albanii. Przedstawiciel włoskiej firmy przyjeżdża z Tirany do kopalni rud miedzi w Rubiku, aby stłumić zaskakujący dla władz spółki strajk górników. By zlikwidować protest Włoch szuka pomocy u władz albańskich i u miejscowych księży katolickich. Dochodzi do starcia robotników z żandarmerią.

## Obsada
- Ema Ndoja	jako Mirketa
- Llesh Nikolla jako Pal
- Aleksandër Pogaçe jako Feruccio
- Shkëlqim Basha jako Leka, brat Mirkety
- Sulejman Dibra jako ksiądz
- Ndrek Luca jako Gjin
- Bruno Shllaku jako specjalista włoski
- Arif Vladi jako górnik
- Ismet Zusi jako kupiec włoski
- Anil Frashëri jako Gjergj Gjatoshi
- Lec Vuksani jako włoski hodowca koni
- Llesh Biba jako Liku
- Salvador Gjeçi
- Zef Nikolla
- Zyhdi Troshani
- Petrit Tuna
- Skënder Makbuli
- Esat Kola
- Luçie Biba